# Iván Duque
Iván Duque Márquez, född 1 augusti 1976 i Bogotá, Colombia, är en colombiansk politiker. Duque var Colombias president från den 7 augusti 2018 till 7 augusti 2022. Han representerar det konservativa partiet Centro Democrático. Tidigare presidenten Alvaro Uribe har varit hans mentor.